# Marina di Palma
Marina di Palma è la maggiore frazione del comune siciliano di Palma di Montechiaro, in provincia di Agrigento, e conta una popolazione di circa 2.000 abitanti.

## Storia
L'espansione urbanistica, avvenuta in Italia tra gli anni '60 e '70 del XX secolo, ha interessato anche l'area di Marina di Palma, principalmente a causa del turismo balneare; con la costruzione di strutture ricettive quali alberghi, seconde case e stabilimenti balneari.

## Geografia
Marina sorge a 4 km a sud di Palma di Montechiaro e si estende lungo il litorale mediterraneo, a ridosso di una zona collinare. Il centro abitato, composto principalmente dalle contrade di Fumarolo e Capreria, conta anche le contrade distaccate nordoccidentali di Giardinazzo e Castello, ov'è sito il Castello di Montechiaro.
Il paese dista 10 km dalla frazione palmese di Ciotta, 21 dal Villaggio Mosè, 22 da Naro, 23 da San Leone, 24 da Licata, 26 da Favara, 27 da Agrigento e 30 da Canicattì.

## Monumenti e luoghi d'interesse
Nei pressi di Marina di Palma, a nord-ovest, in località Castello, sorge il Castello di Montechiaro, edificato nel 1353. A sud-est del centro sorge la Torre San Carlo, una torre costiera edificata nel 1639.

## Infrastrutture e trasporti
La frazione dista circa 3,5 km dallo svincolo più vicino (Palma di Montechiaro) della Strada statale 115 Sud Occidentale Sicula, parzialmente a scorrimento veloce e che collega Trapani a Siracusa lungo la fascia costiera. La Strada statale 410 di Naro, che inizia a Palma di Montechiaro, dista 4 km.
La stazione ferroviaria più vicina era quella di Palma di Montechiaro, distante 4 km e sulla Agrigento-Naro-Licata, linea FS a scartamento ridotto chiusa nel 1959. Le stazioni attualmente più vicine sono Licata (24 km sud-est), Agrigento Centrale (27 km nord-ovest), e Canicattì (30 km nord).

## Galleria d'immagini

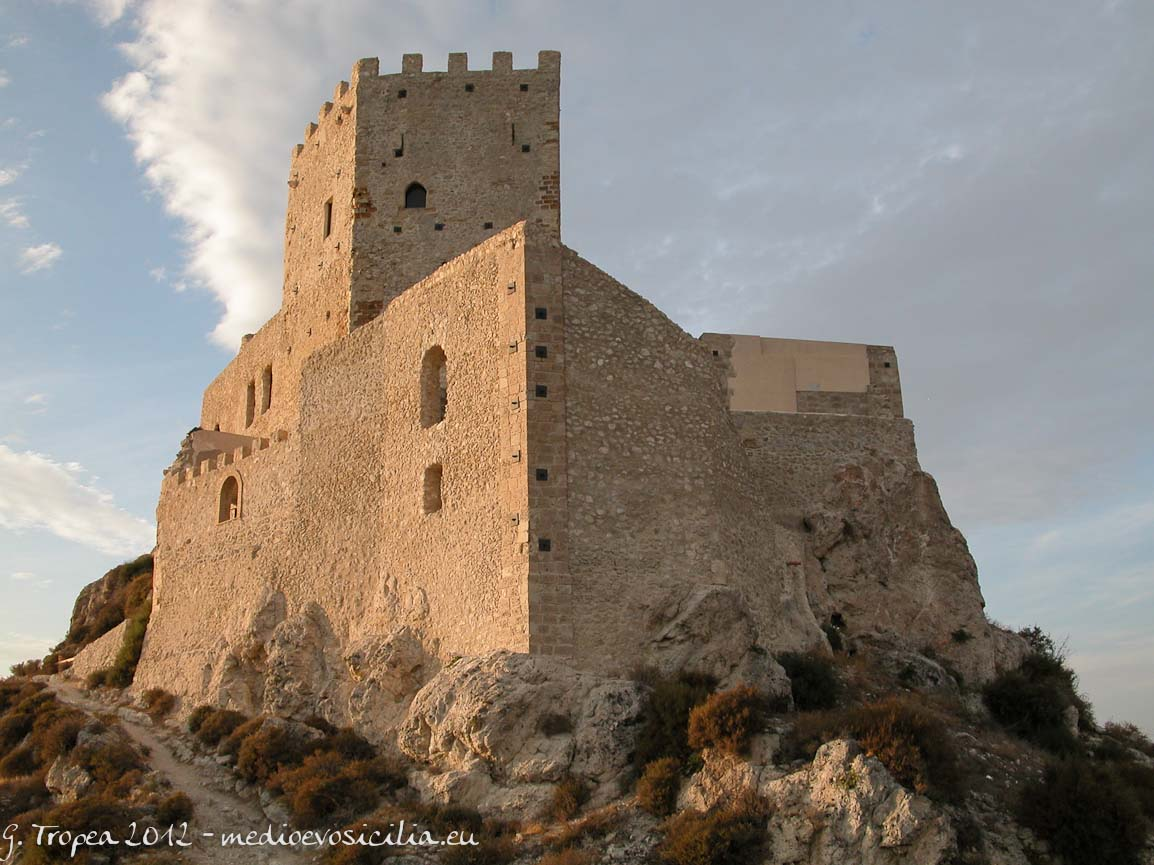
Castello di Montechiaro
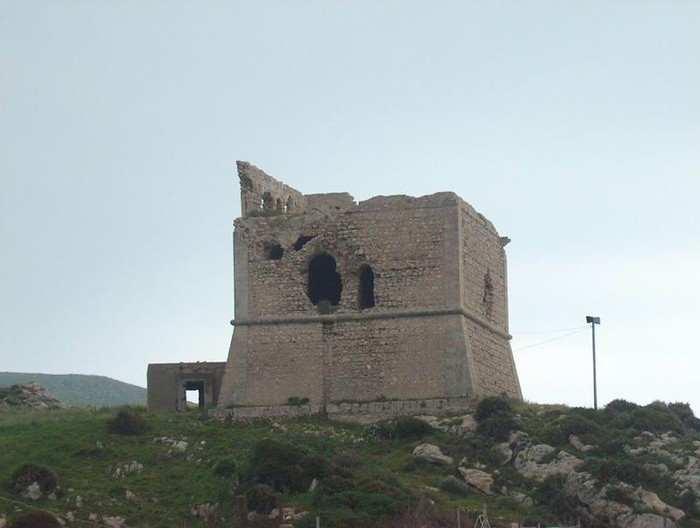
Torre San Carlo
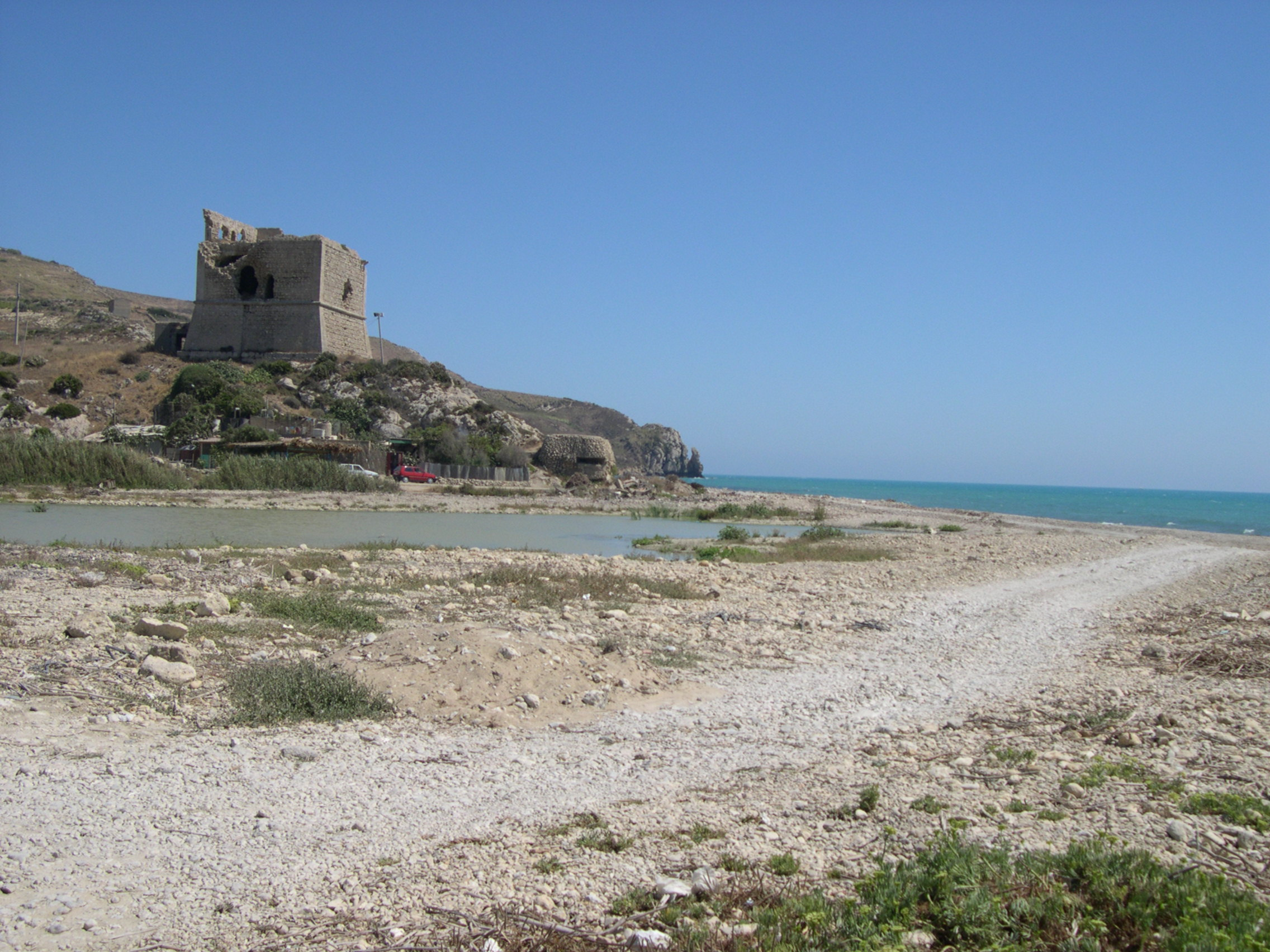
Torre San Carlo e l'attigua spiaggia
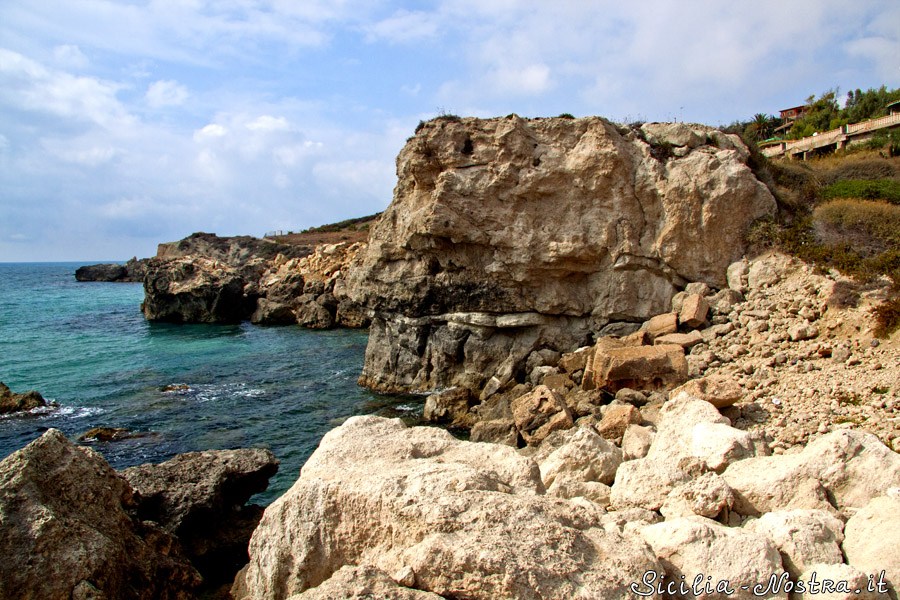
Veduta della costa